# بيتر جونز (لاعب دوري الرغبي أسترالي)
بيتر جونز (بالإنجليزية: Peter Jones)‏ هو لاعب دوري الرغبي أسترالي، ولد في 1972.